# Ladislas Findysz
Ladislas Findysz (1907 - 1964) est un prêtre polonais, reconnu martyr de la foi et vénéré comme bienheureux par l'Église catholique. 

## Biographie
Ordonné prêtre en 1932, il exerce d'abord son ministère dans plusieurs paroisses successives. Son dynamisme et ses qualités, à la fois humaines et spirituelles, lui accordent la sympathie de ses paroissiens. Durant la Seconde Guerre mondiale, il est curé de Nowy Żmigród, où il lance une opération de solidarité et se dévoue totalement au soin de la population, frappée par la misère matérielle et morale. 
Sous le régime communiste, son action pastorale est surveillée. Ne cessant en rien son dynamique ministère, il est arrêté et emprisonné en 1963, y subissant de mauvais traitements physiques et psychologiques. Remis en liberté, il est atteint d'une tumeur et meurt peu après, au presbytère de Nowy Żmigród, le 21 août 1964.

## Béatification et canonisation
- 2000 : ouverture de la cause en béatification et canonisation
- 20 décembre 2004 : le pape Jean-Paul II lui attribue le titre de martyr de la foi et signe le décret de béatification.
- 19 juin 2005 : béatification célébrée à Varsovie par le cardinal Józef Glemp, au nom du pape Benoît XVI.

Fête liturgique fixée au 21 août.